# Iolanda Braga
Iolanda Braga (Rio de Janeiro, 11 de outubro de 1941 – Rio de Janeiro, 12 de maio de 2021) foi uma atriz e bailarina brasileira. Figura representativa, destacou-se como a primeira artista negra a protagonizar uma telenovela brasileira, em A Cor da Sua Pele (1965) na TV Tupi, e a primeira mulher não branca a estrelar uma campanha de cosméticos no Brasil, no mesmo ano pela marca Belinda.

## Biografia
Em 1958, aos 16 anos, foi emancipada dos pais para se tornar bailarina e estreou no espetáculo Um Milhão de Dólares de Baby. Estreou na televisão em 1963 na TV Excelsior, como bailarina nos programas Colê É O Show e A Cidade Se Diverte. Em 1965, contratada pela TV Tupi e entrou na última fase de O Direito de Nascer como Mariana, neta de Mamãe Dolores. Na sequência, Iolanda foi escolhida para estrelar a novela A Cor da Sua Pele, tornando-se a primeira atriz negra a protagonizar uma telenovela brasileira e também o primeiro beijo inter-racial da televisão, ao lado de Leonardo Villar. Devido ao sucesso na telenovela, tornou-se a primeira negra a estrelar uma campanha de cosméticos no Brasil, realizada pela marca Belinda. Nesta época também atuou no filme brasileiro Arrastão, dirigido por Antoine d'Ormesson em 1967 e participou do documentário Integração Racial de César Paulo Seracini, sobre o espaço dos negros nas artes. 
Em 1966, apesar do status alcançado na telenovela, Iolanda decidiu deixar o Brasil e se mudar para Portugal, movida por sua maior paixão, a dança, protagonizando o espetáculo Minha Querida Mulatinha ao lado de Raul Solnado, um sucesso de bilheteria. No país também entrou para o elenco do humorístico Riso e Ritmo, onde ficou até 1969. Voltou ao Brasil brevemente em 1968 para estrelar o espetáculo Holiday, coreografado por Abelardo Figueiredo. Em 1970, em Portugal, ingressou no grupo de dança Brasiliana, onde ficou por 8 anos viajando pela Europa em espetáculos de dança. Iolanda só voltou a morar no Brasil em 1978, doze anos depois, quando integrou o elenco da telenovela O Direito de Nascer da Rede Tupi, como a atrapalhada Conchita, seu último trabalho na televisão. Na sequência esteve em diversos outros espetáculos no teatro, onde ganhou a alcunha de "Grande Dama da Dança". Em 1989 aposentou-se da carreira artística ao se formar na faculdade de Hotelaria.
Iolanda morreu em 12 de maio de 2021, aos 79 anos, deixando um extenso legado no teatro, na dança e na televisão brasileira.

## Teatro
| Ano     | Título                       |
| ------- | ---------------------------- |
| 1958    | Um Milhão de Dólares de Baby |
| 1959    | I Love You Rio               |
| 1962    | Zelão Boca Rica              |
| 1962    | Elas Atacam Pelo Telefone    |
| 1963    | Chica da Silva               |
| 1964    | O Teu Cabelo não Nega        |
| 1965    | Rio 1.800                    |
| 1965    | Capital Federal              |
| 1966–67 | Minha Querida Mulatinha      |
| 1968    | Holiday in Brazil            |
| 1970–78 | Brasiliana                   |
| 1980–85 | Palladium                    |
| 1982    | Iolanda Braga e as Mulatas   |
| 1983    | Rosemary & Iolanda           |
| 1987    | Sampa Samba                  |
| 1989    | Meu Refrão Olé Olá           |

## Filmografia

### Televisão
| Ano     | Título              | Personagem         | Notas                     |
| ------- | ------------------- | ------------------ | ------------------------- |
| 1963–64 | Colê É o Show       | Bailarina          |                           |
| 1963–64 | A Cidade Se Diverte | Bailarina          |                           |
| 1965    | O Direito de Nascer | Mariana Limonta    |                           |
| 1965    | A Cor da Sua Pele   | Clotilde Vieira    |                           |
| 1966–69 | Riso e Ritmo        | Vários personagens |                           |
| 1968    | Beto Rockfeller     | Carolina           | Episódio: "4 de novembro" |
| 1978    | O Direito de Nascer | Conchita           |                           |

### Cinema
| Ano  | Título                    | Personagem |
| ---- | ------------------------- | ---------- |
| 1967 | Arrastão                  | Mana       |
| 1969 | 2000 Anos de Confusão     | Sueli      |
| 1970 | Audácia                   | Soraia     |
| 1972 | O Jogo da Vida e da Morte | Ofélia     |